# Team Cologne
El Team Cologne (codi UCI: TCL) va ser un equip ciclista alemany, de ciclisme en ruta que va competir professionalment entre 1998 i 2002. Malgrat el primer any es coneixia com a Gerolsteiner, no s'ha de confondre amb el posterior Team Gerolsteiner.
Fou l'hereu de l'antic PSV Köln.

## Principals resultats
- Hel van het Mergelland: Raymond Meijs (1998, 1999)
- Ronde van Noord-Holland: Jans Koerts (1999)
- Tour de Drenthe: Jans Koerts (1999)
- OZ Wielerweekend: Jans Koerts (1999)
- Giro del Cap: Davy Dubbeldam (1999)
- Ster der Beloften: Ralf Grabsch (1999)
- Hel van het Mergelland: Bert Grabsch (2000)

### A les grans voltes
- Giro d'Itàlia
  - 0 participacions

- Tour de França
  - 0 participacions

- Volta a Espanya
  - 0 participacions

## Classificacions UCI
Fins al 1998 els equips ciclistes es trobaven classificats dins l'UCI en una única categoria. El 1999 la classificació UCI per equips es dividí entre GSI, GSII i GSIII. D'acord amb aquesta classificació els Grups Esportius I són la primera categoria dels equips ciclistes professionals. La següent classificació estableix la posició de l'equip en finalitzar la temporada.
| Temporada | Classificació per equips | Millor ciclista en la classificació individual |
| --------- | ------------------------ | ---------------------------------------------- |
| 1998      | 44è                      | Andreas Kappes (339è)                          |
| 1999      | 16è (GSII)               | Jans Koerts (354è)                             |
| 2000      | 24è (GSII)               | Bert Grabsch (276è)                            |
| 2001      | 32è (GSII)               | Berry Hoedemakers (276è)                       |
| 2002      | 29è (GSII)               | Heiko Szonn (375è)                             |